# Wu Qingfeng
Wu Qingfeng (en chino: 吴卿风; Shaoxing, 28 de enero de 2003) es una deportista china que compite en natación, especialista en el estilo libre.
Participó en dos Juegos Olímpicos de Verano, obteniendo una medalla de bronce en París 2024, en la prueba de 4 × 100 m libre, y el quinto lugar en Tokio 2020, en 50 m libre.
Ganó tres medallas en el Campeonato Mundial de Natación, en los años 2023 y 2025.

## Palmarés internacional
| Juegos Olímpicos   | Juegos Olímpicos    | Juegos Olímpicos  | Juegos Olímpicos        |
| Año                | Lugar               | Medalla           | Prueba                  |
| ------------------ | ------------------- | ----------------- | ----------------------- |
| 2024               | París (Francia)     | Medalla de bronce | 4 × 100 m libre         |
| Campeonato Mundial |                     |                   |                         |
| Año                | Lugar               | Medalla           | Prueba                  |
| 2023               | Fukuoka (Japón)     | Medalla de bronce | 4 × 100 m libre         |
| 2025               | Singapur (Singapur) | Medalla de plata  | 50 m libre              |
| 2025               | Singapur (Singapur) | Medalla de plata  | 4 × 100 m estilos mixto |